# Gottfried Ludwig Mencke der Ältere
Gottfried Ludwig Mencke der Ältere (* 28. Juli 1683 in Leipzig; † 6. August 1744 in Wittenberg) war ein deutscher Rechtswissenschaftler.

## Leben
Geboren als Sohn des Leipziger Juraprofessors Lüder Mencke, wurde er in früher Jugend von Privatlehrern unterrichtet und begann ein Studium an der Universität Leipzig. Seine Mutter starb bei seiner Geburt. 1704 erwarb er den akademischen Grad eines Magisters, habilitierte sich mit der Disputation de Restitutione in integrum ob metrum und promovierte 1707 zum Doktor der Rechtswissenschaften. 
Nachdem man ihn 1712 zum außerordentlichen Professor der Rechte in Leipzig ernannt hatte, wurde er 1715 an der Universität Wittenberg ordentlicher Professor der Rechte. Damit hatte er einen Sitz im Wittenberger Schöppenstuhl und Hofgericht erlangt. 1718 übertrug man ihm auch einen Sitz am Landgericht der Niederlausitz. Er wurde 1719 Beisitzer im Wittenberger Konsistorium, 1732 königlich polnischer und kurfürstlich sächsischer Appellationsrat. 1735 wechselte er nach Dresden unter Beibehaltung seiner Wittenberger Professur, wo man ihn 1737 zum Hof- und Justizrat berief. Mencke hatte sich auch den organisatorischen Aufgaben der Wittenberger Akademie beteiligt und war im Sommersemester 1721 sowie 1729 Rektor der Hochschule.
Am 21. August 1708 heiratete Mencke in der Leipziger Nikolaikirche Christina Maria Zoller, eine Tochter des Leipziger Handelsherrn Johann Leonhard Zoller und der aus der bekannten Leipziger Ratsherren- und Kaufmannsfamilie stammenden Marie Elisabeth Richter. Unter den Kindern des Paares erlangten Gottfried Ludwig Mencke der Jüngere und Leonhard Ludwig Mencke ebenfalls als Juristen Bedeutung. Menckes Enkel Anastasius Ludwig Mencken wurde Kabinettssekretär unter Friedrich dem Großen und ein Vordenker der preußischen Verwaltungsreformen. Ein entfernter Nachkomme ist zudem Otto von Bismarck.

## Werkauswahl

### Dissertationen
- De restitutione in integerum ob metum. Leipzig 1705
- De novellum glossatarum & non glossatarum auctioritate juris. Leipzig 1707
- De rebus geradicis. Leipzig 1710
- De juribus reficientis aedificium commune invito socio. Leipzig 1710
- Decas I. Sqq. Selectarum controversiarum juridicarum. Leipzig 1711
- Deavo paterno ad alimenta nepoti illegitimo praestanda non obligato. Leipzig 1712
- De usu forensi Scti Macedoniani in Germania. Wittenberg 1715
- De favore pauperum. Wittenberg 1716
- De testamento judiciali extra locum judicii condito. Wittenberg 1716
- De illecita seudi alienabilis alienatione. Wittenberg 1717
- De transactione ex falsa causa. Wittenberg 1717
- De jure convenienti subditos in proprio sudicio. Wittenberg 1717
- De contumacia leuterantis circa profecutionem leuterationis. Wittenberg 1717
- De remissione juramentorum imprimis jure Saxonico Electorali. Wittenberg 1718
- De contributione Svecica. Wittenberg 1718
- De contributione Svecica. Wittenberg 1718
- De eo, quod justum est circa benedictionem in Ecclesia. Wittenberg 1718
- De variis feudorum divisionibus. Wittenberg 1719
- De rescissione emtionis venditionis ex nunc. Wittenberg 1719
- De jure Principis Evangelici circa divortia. Wittenberg 1719
- De renovatione investiturae & vinculo obligationis, quo Dominus & Vassalus invicem constringuntur. Wittenberg 1719
- Observationes circa processum Saxon. Quo causae injuriarum ex mandato regio de anno 1719 peraguntur. Wittenberg 1720
- De eo, quod justum est circa investituram solennem. Wittenberg 1720
- De legitima, quatenus ipsi non possit, & possit praejudicari. Wittenberg 1721
- De anfractibus summarii, qui dicitur, processus. Wittenberg 1721
- De liberorum & militum ad defectum consensus parentum & chiliarchae nuptiarum nullitate. Wittenberg 1723
- De probatione pertinentiarum sendalium. Wittenberg 1723
- De praesumtione masculini feudi. Wittenberg 1723
- Observationes aliquet fori. Wittenberg 1723
- De usufructu mariti ad inopiam redacti in bonis uxorum. Wittenberg 1724
- De mandato Caesareo – regio de dato Uratislav. D. 18 Nov. 1706 ultra familiare fideicommissa ad alias ultimatum voluntatum substtutiones in Silesia non estendendo. Wittenberg 1724
- De juribus civium Misniae & Thuringiae feuda equestria acquirenti. Wittenberg 1724
- De jure offerenti simultanee investiendos. Wittenberg 1724
- Non dari servitutem altius tollendi. Wittenberg 1724
- De personis cambialiter contrahere prohibitis. Wittenberg 1724
- De successione liberorum naturalium in Nov. 18. C. 5. & Nov. 89. C. 12. Wittenberg 1725
- De Principe Imper. In promissis usurarum privato factis ad quantitatem lege determinatam servandam non obstricto. Wittenberg 1725
- De valida intercessione mulieris, Scto Velcjano renunciantis. Wittenberg 1725
- De citatione Principis Commissarii immediata. Wittenberg 1726
- De invalidis nuptiis Chirurgi militaris sine consensu chiliarchae in Saxonia. Wittenberg 1726
- De Petitorio, possessorio nondum finito in saxon. Elect. Neutiquam istituendo. Wittenberg 1726
- Selectae fori observationes. Wittenberg 1728
- De simultanea investura foeminis in seudo foeminino ad successionem necessaria. Wittenberg 1728
- De residuo pretii ex seudo ob debita feudalia sub hasta vendito. Wittenberg 1728
- De jurejurando, in specie de juramentis minorum & impuberum. Wittenberg 1729
- De liberorum appellatione in linea collaterali nepotes non continente. Wittenberg 1729
- De modo legatis adscripto. Wittenberg 1729
- De eo, quod juris est circa carceris obaeratorum poenam. Wittenberg 1729
- De crimine Barattariae L. repetundarum. Wittenberg 1729
- De obligatione marti ex delicto uxoris inforo inprimis Saxonico. Wittenberg 1729
- De eo, quod juris est circa jubilaea. Wittenberg 1730
- De eo, quod juris est circa subscriptionem librorum symbolicorum a jure sacrorum in primis Principum Evangelicorum dependentem. Wittenberg 1730
- De possessionis turbatione verbis vel scriptis facta. Wittenberg 1730
- De sama forensic. Wittenberg 1732
- De praescriptione immer´moriali hominum licet memoria deficente, per documenta elidenda. Wittenberg 1733
- De jure sisci mero adhaerente imperio. Wittenberg 1735
- De reo, cujus citation angustum terminum continent etiamsi comparuerit in termino, & litem non suerit contestatus, non condemnando. Wittenberg 1726
- An si quis pro liberis hodie & in Saxonia maxime contraxit, descendentes sub illis etiam comprehendantur. Wittenberg 1729
- De veral 22. §. 3. Famil. Ercisc. Sententia. Wittenberg 1732
- De artibus malorum Judicum & Advocatorum. Wittenberg 1737
- De optimo in controversis rebus feudalibus decidendi modo. Wittenberg 1737
- Cui a procuratore fisci causarum feudalium revocatoria ex capite neglectae petitionis investiturae litisque contestatione facta probatio injungenda sit. Wittenberg 1737

### Programme
- Vindiciae benedictionis sacerdotalis, quae novis nuptiis tribuitur. Wittenberg 1718
- De origine vocabuli Castri. Wittenberg 1723
- De jure cerevisiario civitatum Saxoniae. Wittenberg 1735
- De truculentia Romanorum erga debiteres. Wittenberg 1729
- De fatis debitorum obaeratorum apud Romanos. Wittenberg 1731
- De dissensionibus & logomachiis doctorum cirea divisionem inter seudum haereditarium & ex pacto & providentia. Leipzig 1712
- De augmento & odio geradae non arti, sed interesse proprio adscribendo. Wittenberg 1731
- De variis modis legata relinquendi apud Romanos. Wittenberg 1729
- Num pendente causa petitorii idem judex adeundus?
- De spoilo inter conjuges.
- Cuinam juri, Canonico an civili, praealio sit tribuenda praeogativa? Wittenberg 1717